# Floyd Zrt.
Az Eurogate Rail Hungary Zrt. (korábban: Floyd Zrt.) 2004. június 14-én kezdte meg működését, mint az első magyarországi magán-vasúttársaság. Székhelye Budapesten található. Többségi tulajdonosa az Eurogate szállítmányozó vállalat. A járműveik eredetileg fekete színűek voltak, oldalukon egy keskeny rózsaszín csíkkal és a társaság nevével. Emiatt kapta a Pink Floyd becenevet is. A 2013. tavaszán-nyarán végbement tulajdonosváltás a színterv változását is magával hozta, a rózsaszínt kék-piros csíkok váltották, és a cég emblémája is megváltozott. A legújabb színterv szerint a mozdonyok felső része fehér fényezést kapott. A két 429 sorozatú mozdony teli piros fényezésű, a bérelt mozdonyok pedig a tulajdonos színtervét viselik.
A társaság főként tranzit árufuvarozással foglalkozik. Többek közt közlekedteti a BILK és a Hamburg, illetve Bremerhaven között közlekedő konténerszállító vonatot is. 2012 májusától a vállalat az osztrák pályahálózaton történő közlekedéshez szükséges engedélyekkel is rendelkezik.
2021. december 31-én jelentették be, hogy a 2004-től Floyd Zrt. néven működő vasúttársaság 2022. január 1-től Eurogate Rail Hungary Zrt. néven folytatja működését.

## Járműlista

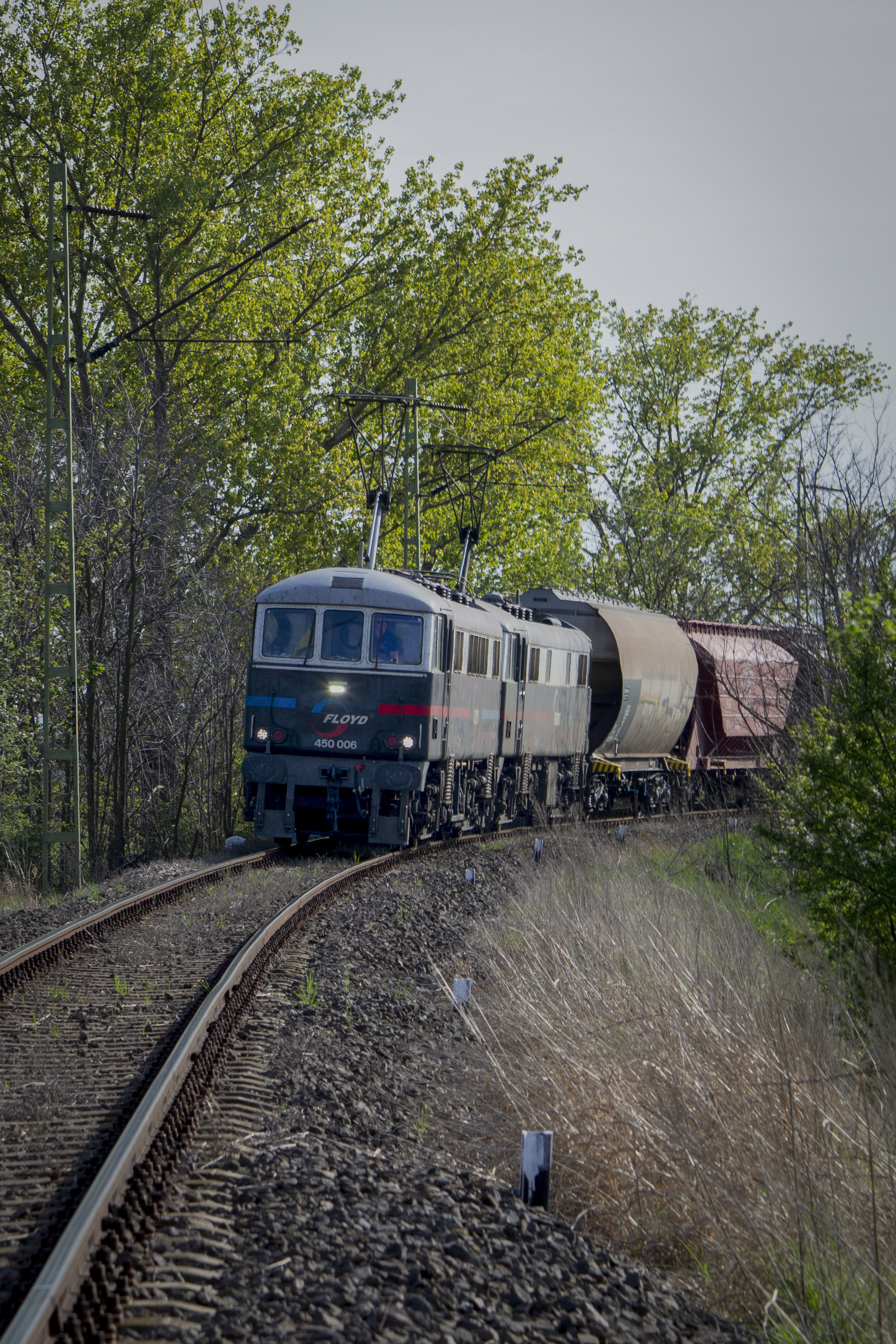
A Floyd két mozdonya halad tehervonatával a 100-as vasútvonalon Szolnok-Rendező felé

- 450-es sorozat: Kilenc gép, ebből egy üzemképtelen, alkatrészeit a többi mozdony üzemeltetésére használják fel. Mind a 9 gép eladva a VHID-nak.
- 659-es sorozat: Három gép, ebből egy üzemképtelen, alkatrészeit a többi mozdony üzemeltetésére használják fel. Mind a 2 üzemelő gép eladva a VHID-nak.
- 609-es sorozat: Egy saját tulajdonú gép: 609 003-2. Ezen kívül a román Transferoviar Gruptól bérel két mozdonyt: 600 936-4 és 601 567-6. 600 936-4 jelenleg a PSZ a. s. Bérli. 601 567-6 Megvette a floyd.
- 429-es sorozat, két gép. 429 004 eladva a Constantin Grup-nak.
- 401-es sorozat: egy, a román Transferoviar Gruptól bérelt:  401 085-2
- Bombardier TRAXX - 185 és 186 sorozat, összesen három bérelt gép. Jelenleg csak a 185 635.
- Siemens ES64U2 (Taurus) - BosporusSprinter, bérelt mozdonyok

Jelenleg nem bérelnek egyet sem.
- Siemens Vectron - MRCE X4E sorozat, két bérelt gép.

Korábban CFR LDH 1250 típusú mozdonyokat is üzemeltettek.

## Képek

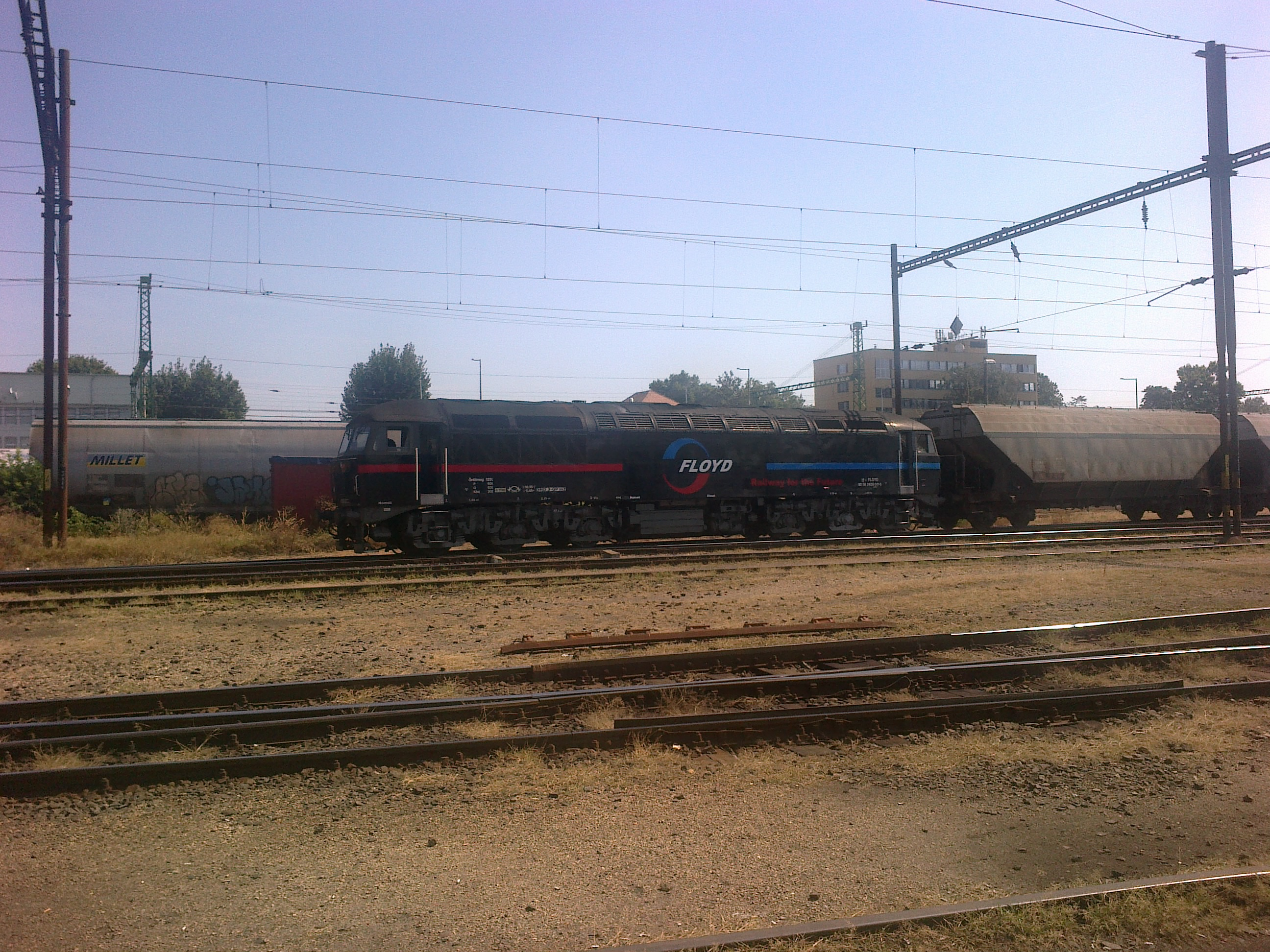
British Rail 56 sorozat
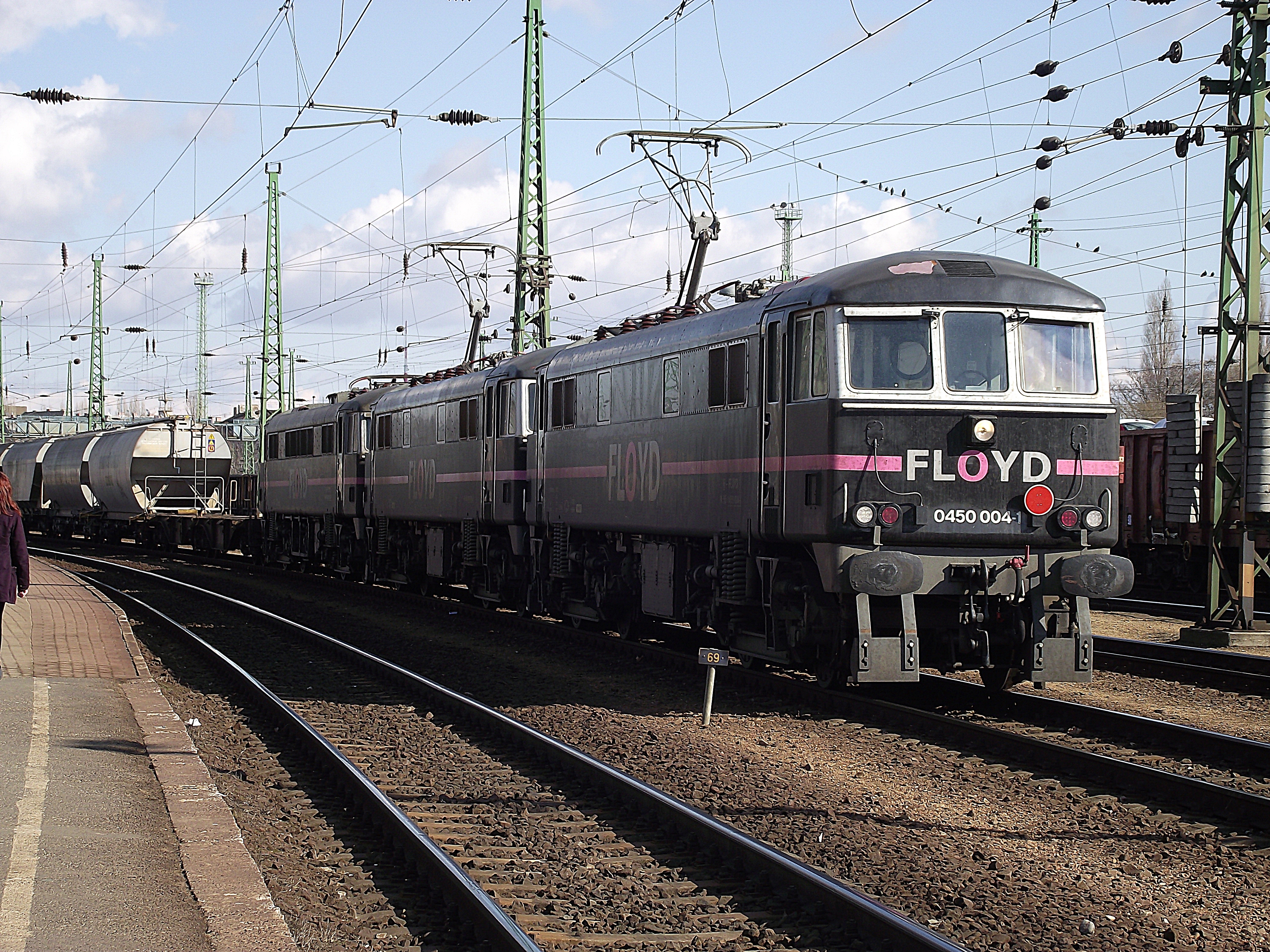
British Rail 86 sorozat
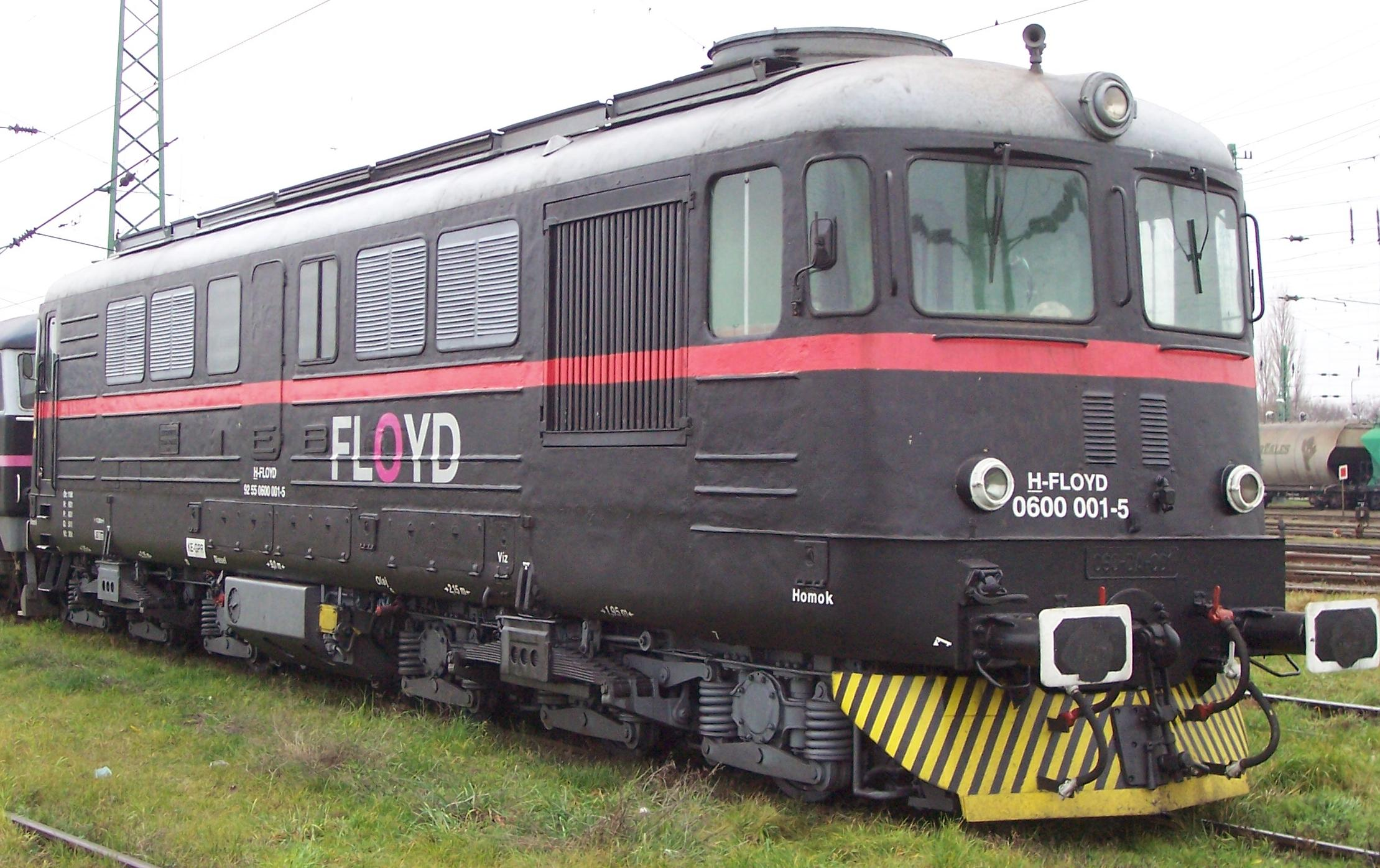
CFR 60 sorozat
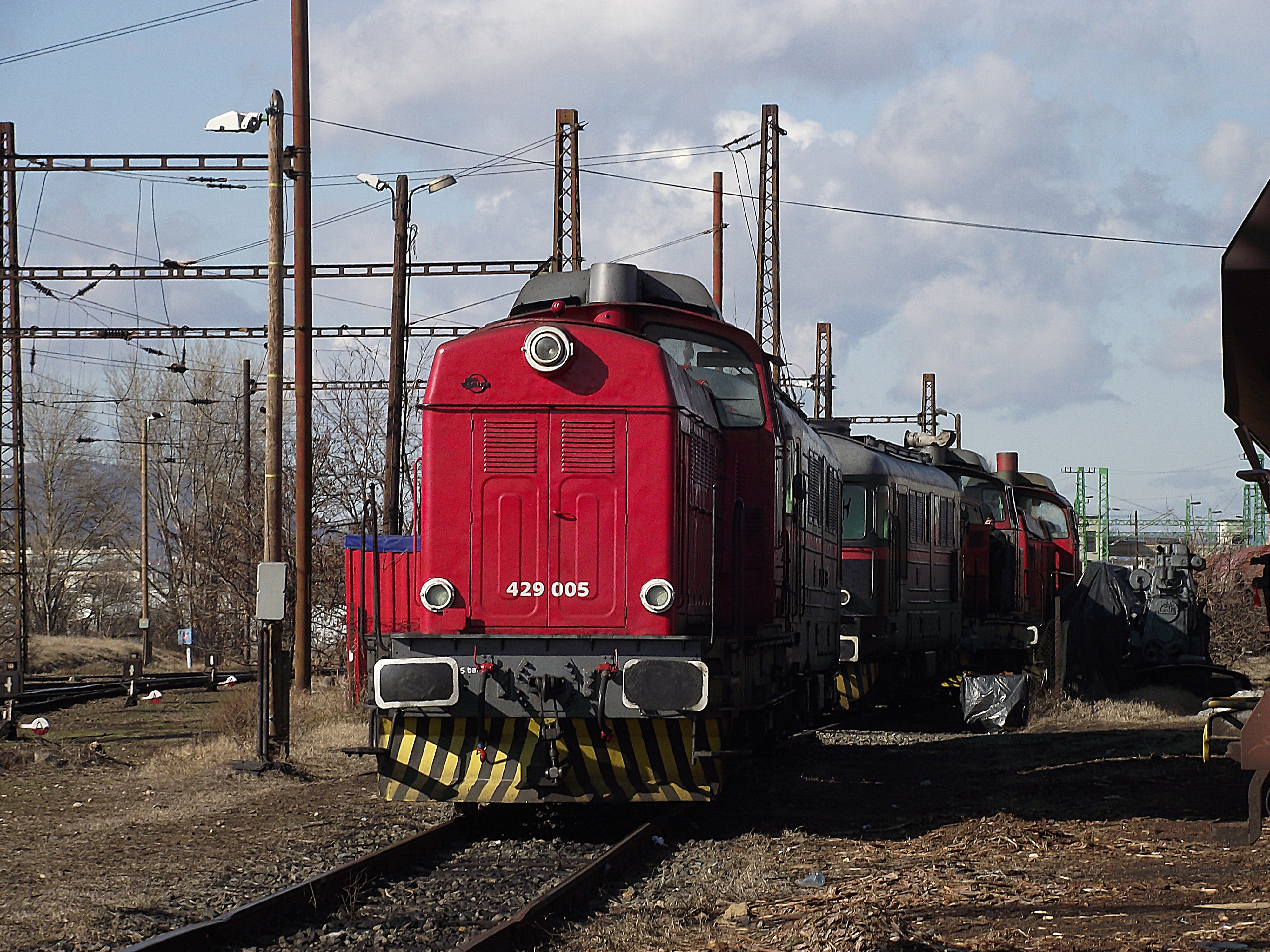
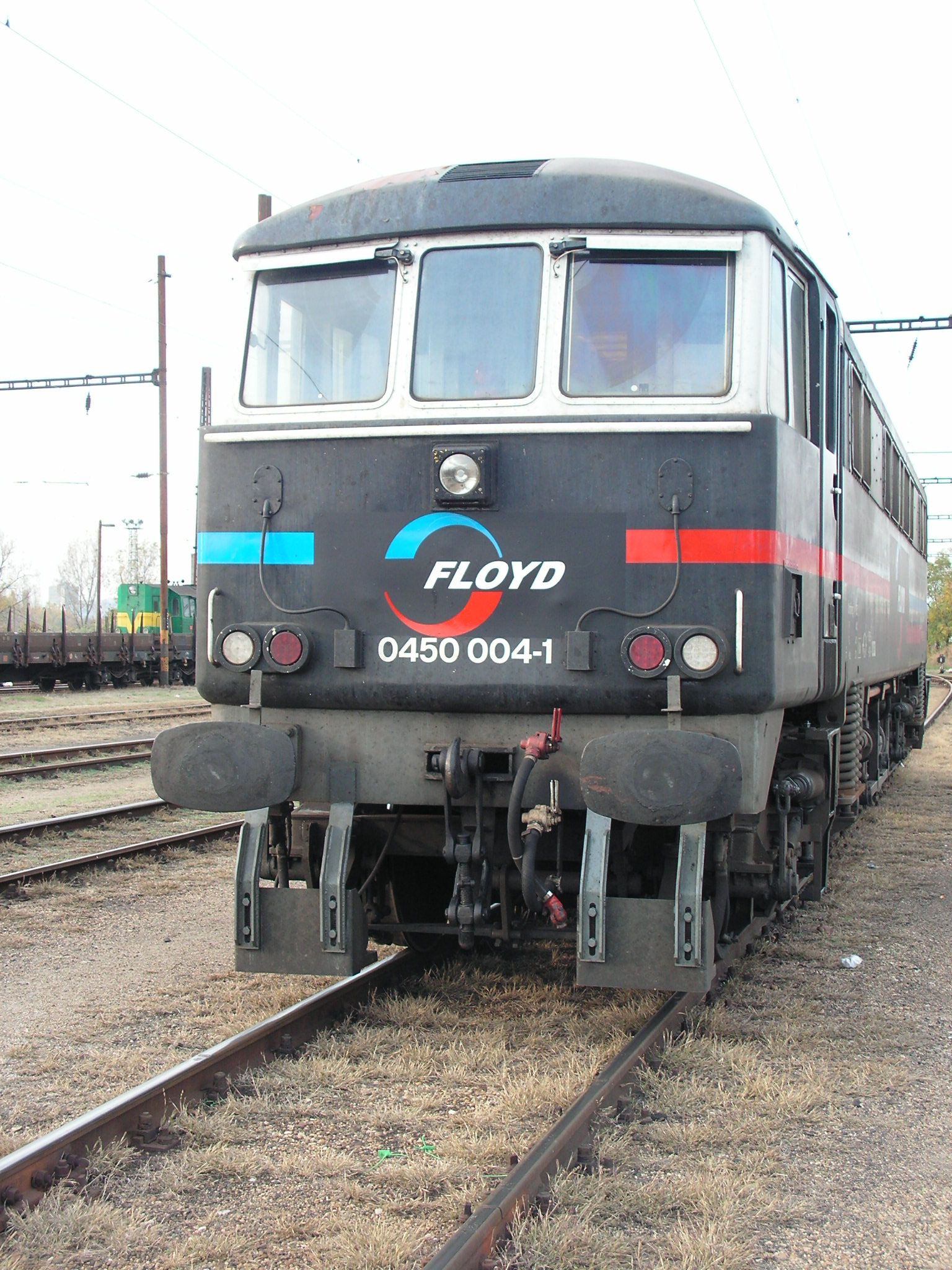
H-FLOYD 91 55 0450 004-1
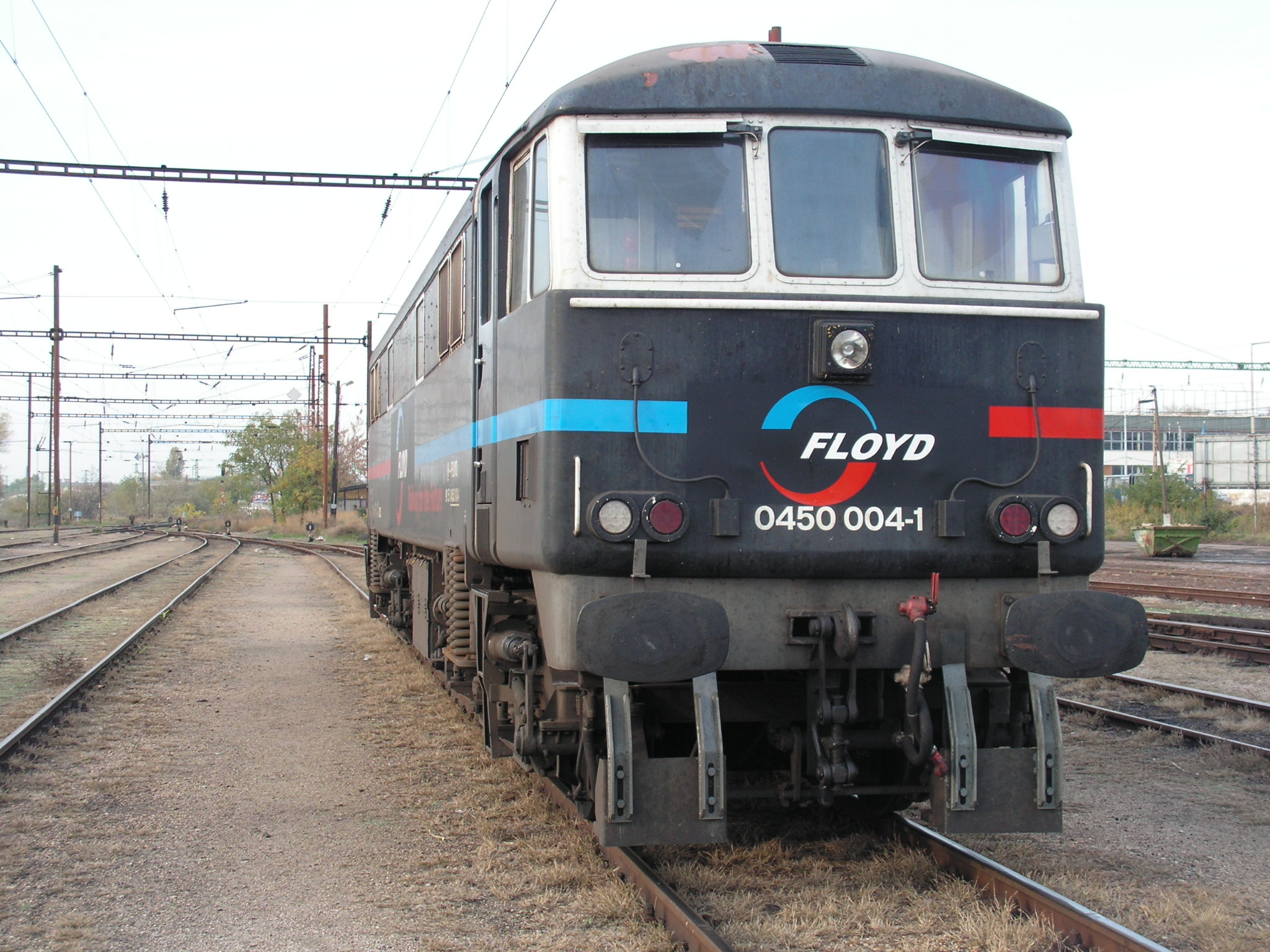
H-FLOYD 91 55 0450 004-1
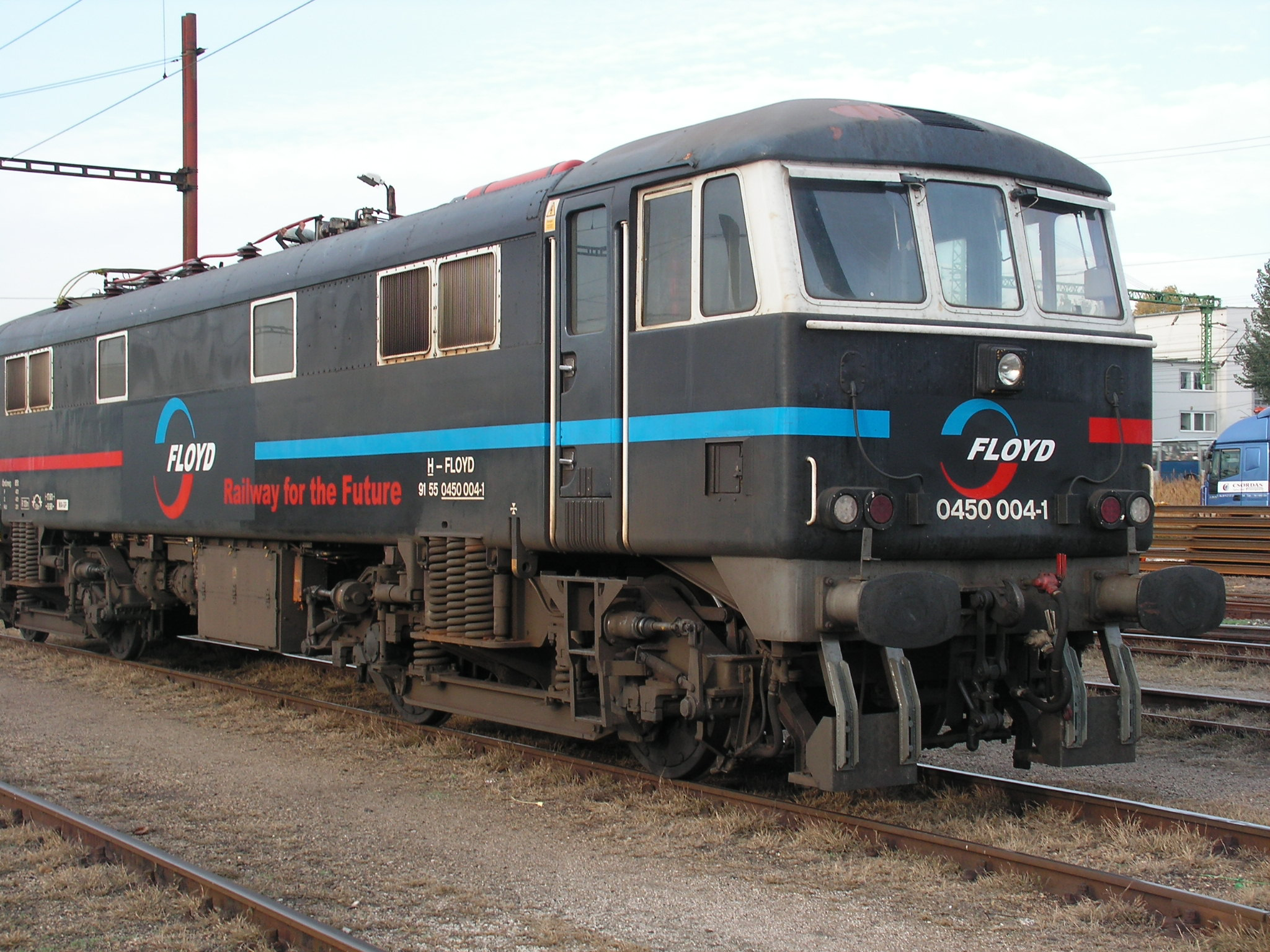
H-FLOYD 91 55 0450 004-1
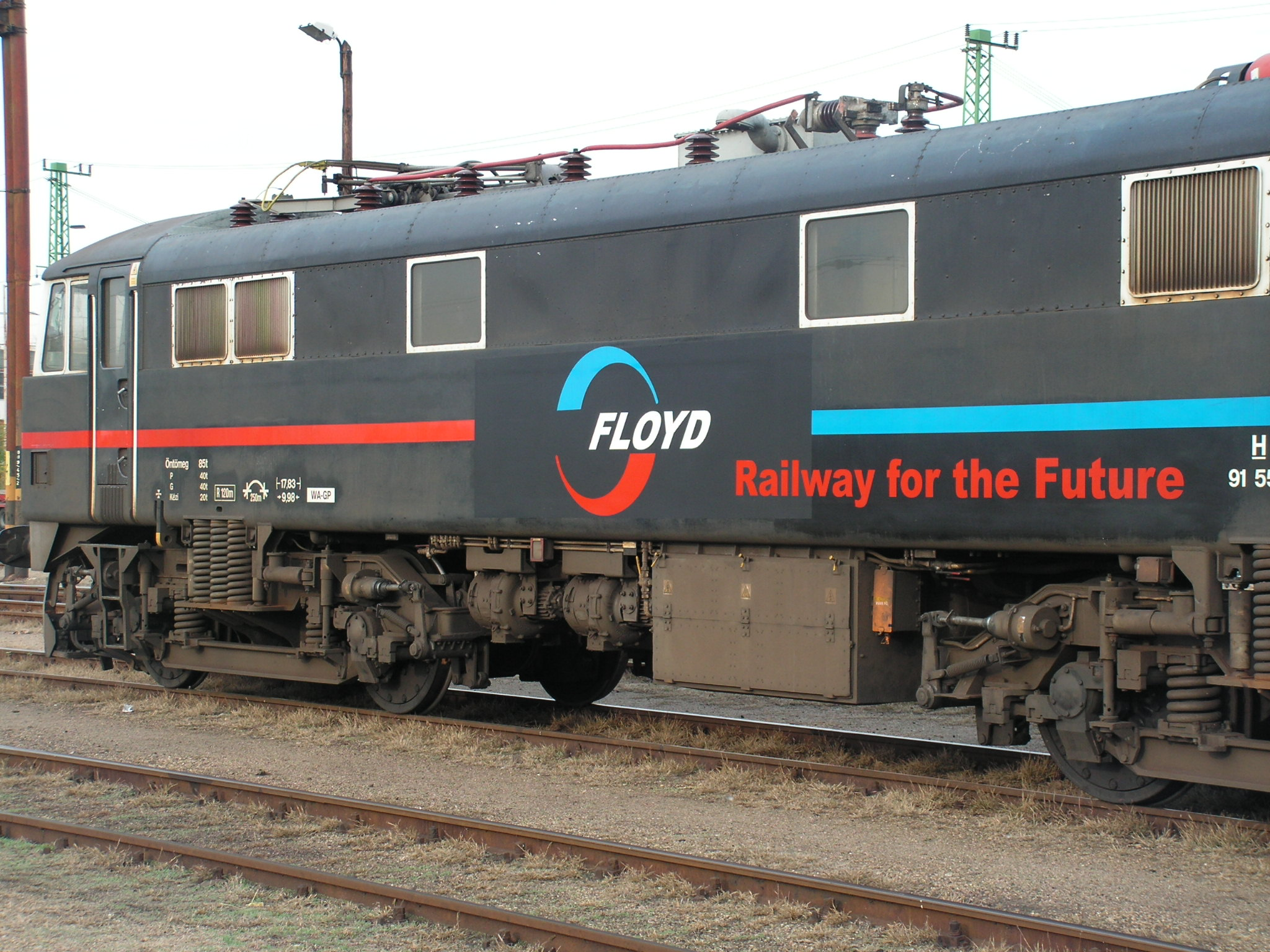
H-FLOYD 91 55 0450 004-1
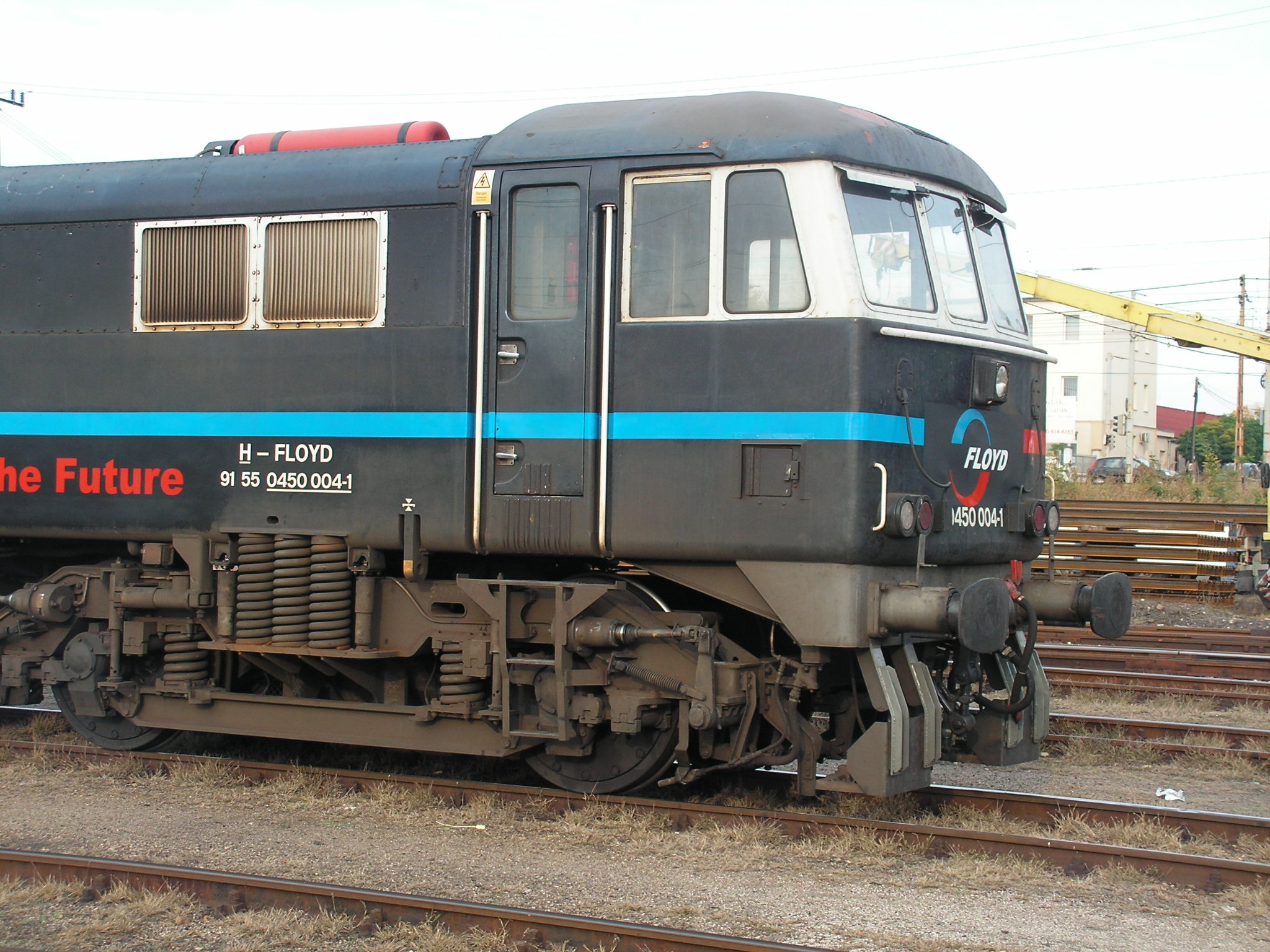
H-FLOYD 91 55 0450 004-1
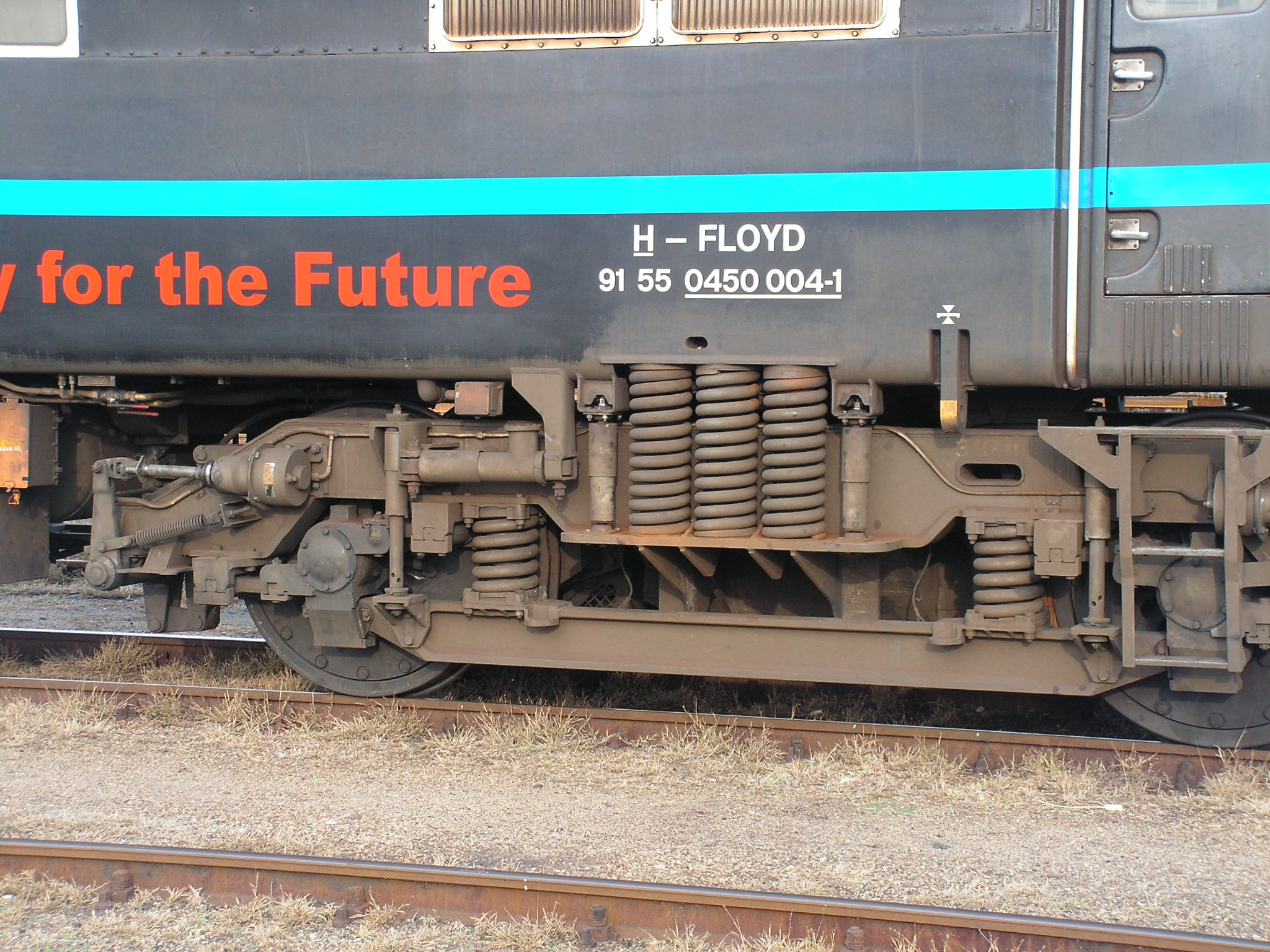
H-FLOYD 91 55 0450 004-1
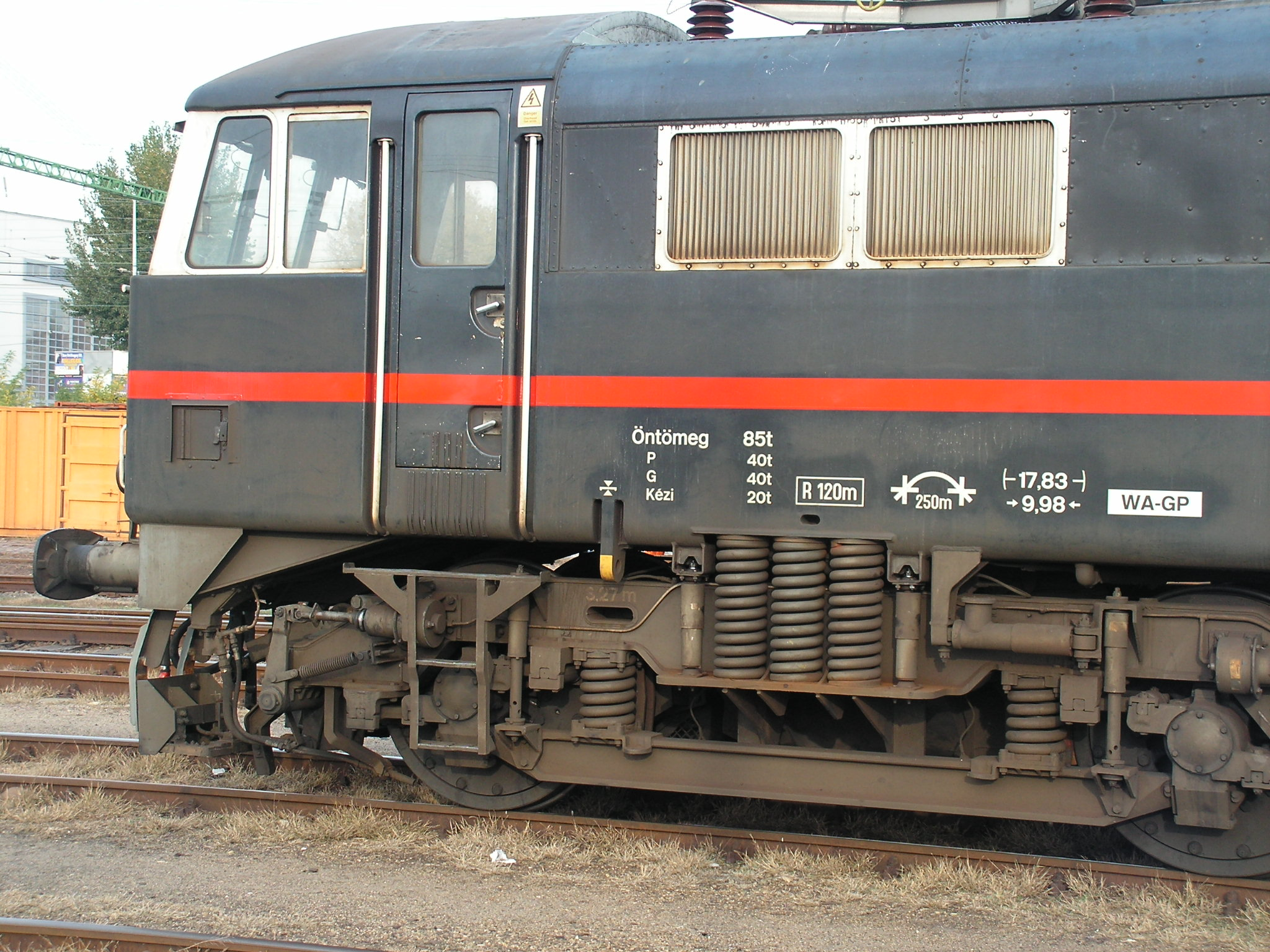
H-FLOYD 91 55 0450 004-1
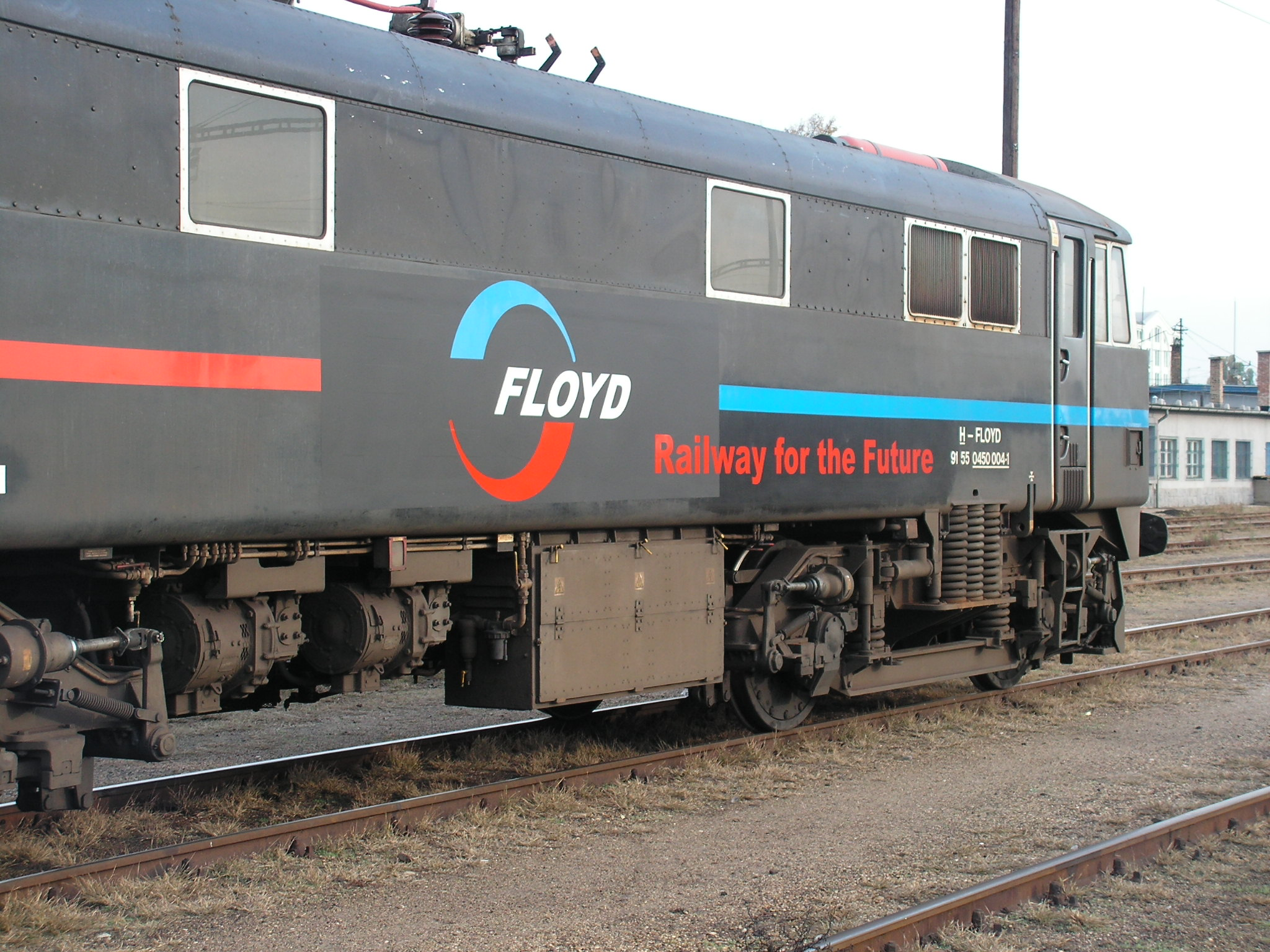
H-FLOYD 91 55 0450 004-1
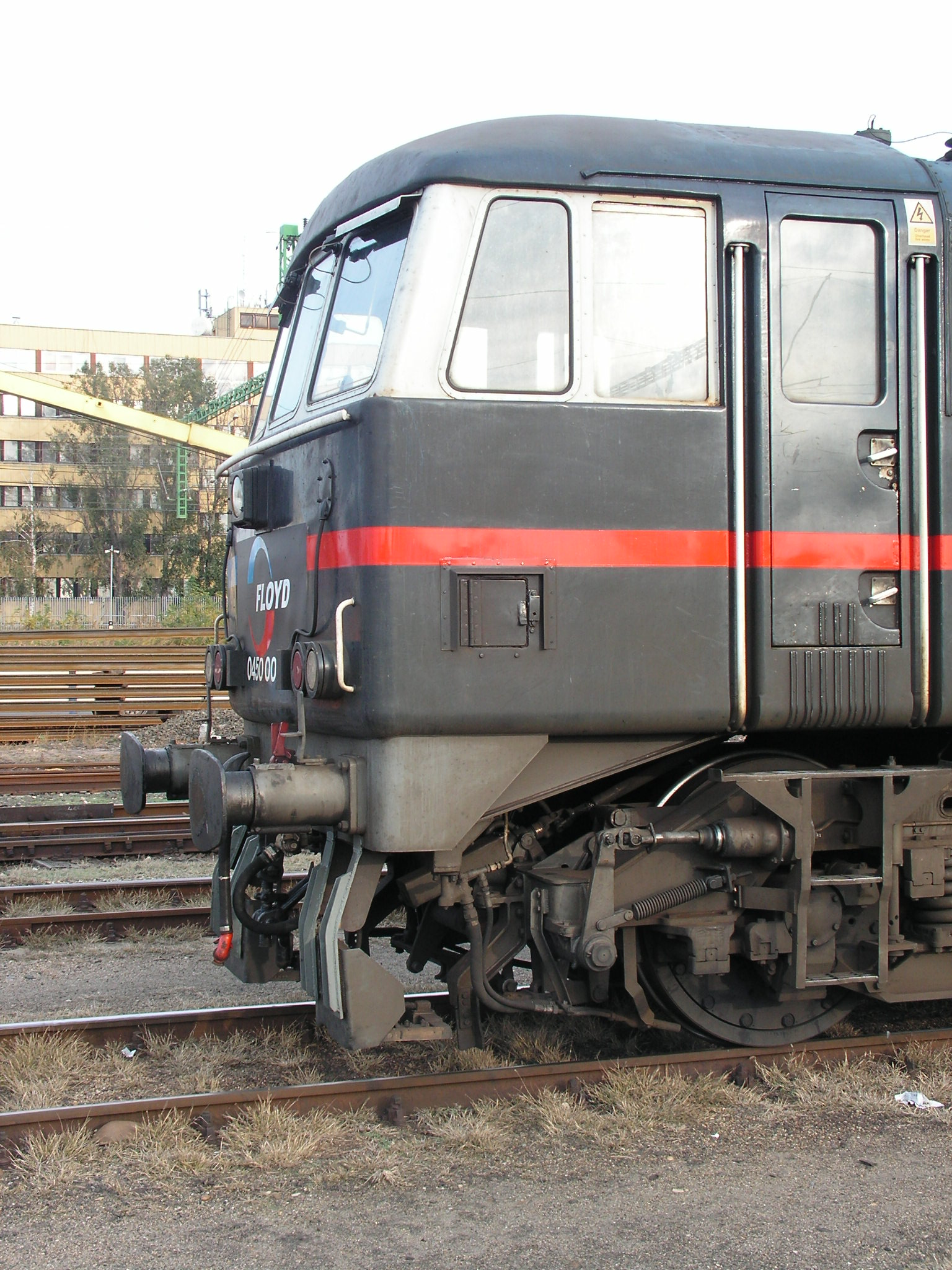
H-FLOYD 91 55 0450 004-1
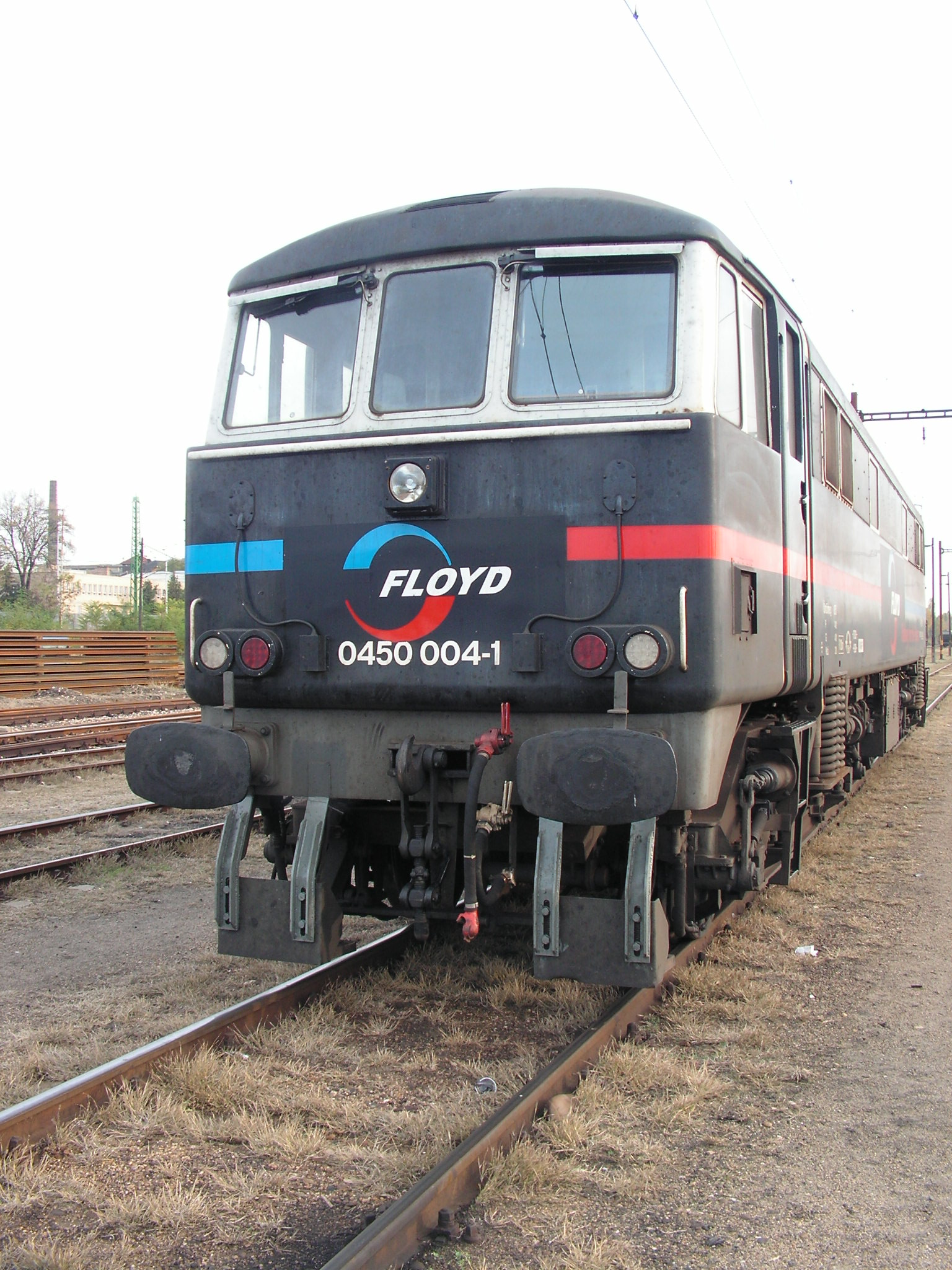
H-FLOYD 91 55 0450 004-1